# Willy Okpara
Willy Okpara (Lagos, 7 de mayo de 1968) es un exfutbolista nigeriano que actuaba en la posición de portero. Disputó la Copa Mundial de Futsal de 1992 y la Copa Mundial de Fútbol de 1998 representando a Nigeria.

## Trayectoria
Okpara jugó para el ACB Lagos de su país natal, antes de pasar a las filas del Orlando Pirates de la NSL de Sudáfrica en 1993. Aunque el apartheid todavía estaba vigente cuando arribó al país, la liga era de carácter multirracial, por lo que el nigeriano no sufrió discriminación en esos años.
Jugando como titular en su equipo, obtuvo varios títulos a nivel nacional y fue parte del plantel que conquistó la Copa Africana de Clubes Campeones 1995.
Con el cambio de siglo perdió la titularidad. A raíz de ello se retiró en 2005. Posteriormente permaneció en Sudáfrica, trabajando como entrenador de porteros.

## Selección nacional
Okpara tiene el mérito de haber representado a su país en tres campeonatos mundiales distintos.
El primero fue la Copa Mundial de Fútbol Sub-20 de 1987, donde su equipo no superó la primera fase.
El segundo fue la Copa Mundial de Futsal de 1992, donde actuó no como portero sino como jugador de campo.
A partir de 1996 empezó a recibir convocatorias para integrar la selección de fútbol de Nigeria, lo que derivó en que formara parte del equipo que participó de la Copa Mundial de Fútbol de 1998 y disputara así su tercer campeonato mundial.